# Wolkenstore
Der Wolkenstore ist ein aufwändig hergestellter Bühnenaushang im Theater. Dazu werden Stoffbahnen gerafft und „wolkenartig“ vernäht. Im Normalfall wird weißer Tüll oder ein Voile verwendet, es gibt aber auch Sonderanfertigungen, die aus anderen Stoffen hergestellt werden. 
Wolkenstores werden im Allgemeinen als Dekorationselemente beziehungsweise Schlusshänger auf der Bühne eingesetzt, häufig – besonders in der Operette – auch als vertikal verfahrbare Courtine. Die unten befestigten Hubseile werden durch vernähte Ringe geführt.
Lange Jahre war dieser imposante Bühnenaushang Standard von Ausstattungen in Varietés, Musikshows, Opern- und Operettengalas,
zumeist in Kombination mit Kronleuchtern. In der heutigen Zeit findet der Wolkenstore in Theatern kaum noch Anwendung.
Bei Innenarchitekten und Raumausstattern ist der klassische Wolkenstore aus Tüll oder Voile eine oft verwendete Fensterdekoration.